# Општина Ваља Данулуј (Арђеш)
Ваља Данулуј (рум. Valea Danului) општина је у Румунији у округу Арђеш.
Oпштина се налази на надморској висини од 537 m.